# Sintesi delle enammine di Stork

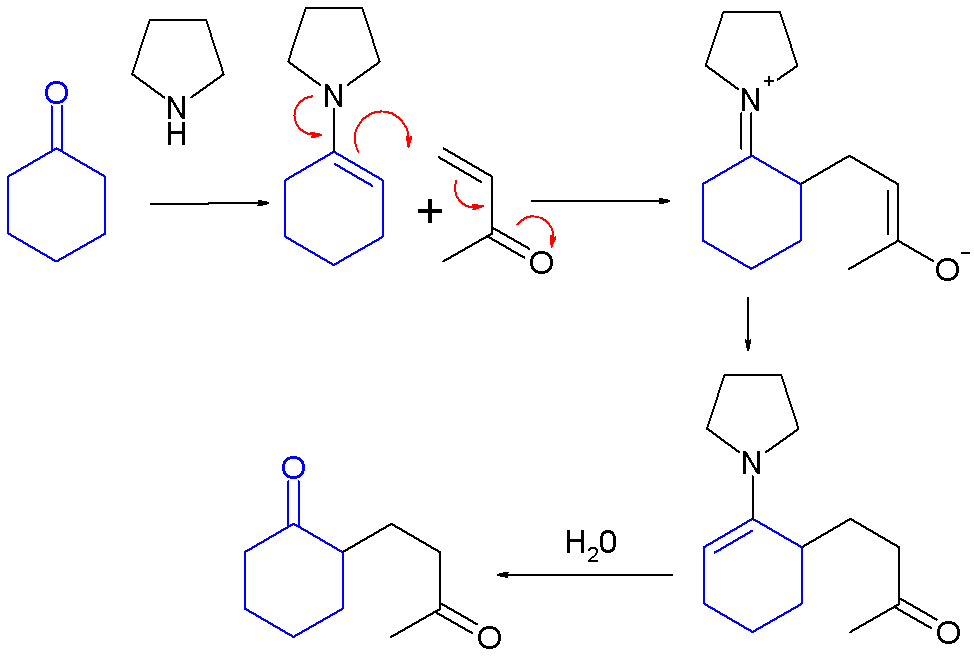
Reazione delle enammine di Stork

La sintesi delle enammine di Stork, conosciuta anche come reazione di Stork (alchilazione delle ammine di Stork), consiste nell'addizione di un'enammina ad un accettore carbonilico alfa, beta-insaturo in un processo simile alla reazione di Michael. Il prodotto è poi idrolizzato da un acido in soluzione acquosa per produrre un composto 1,5-dicarbonilico.
La reazione consta di 3 fasi: 
1. formazione di un'enammina da un chetone
2. addizione di un'enammina ad un'aldeide (o chetone) alfa, beta-insaturo
3. idrolisi di un'enammina per riottenere un chetone

Quando l'elettrofilo è un alogenuro acilico, è formato un 1,3-dichetone (Stork acylation). La reazione deve il suo nome all'inventore: Gilbert Stork.

## Variazioni
In un caso speciale di questo tipo di reazione è anche possibile alchilare chetoni o aldeidi con alogenuri alchilici come elettrofili meno reattivi:
In questo metodo il composto carbonilico è convertito ad una immina da deossi-bisostituzione alchilimminica con un'ammina primaria. L'immina reagisce in seguito con un reattivo di Grignard per formare il corrispondente sale di magnesio, un intermedio in grado di sostituire un alogenuro. Infine otteniamo ancora una volta un chetone alchilato mediante idrolisi.